# Кремль (1866)

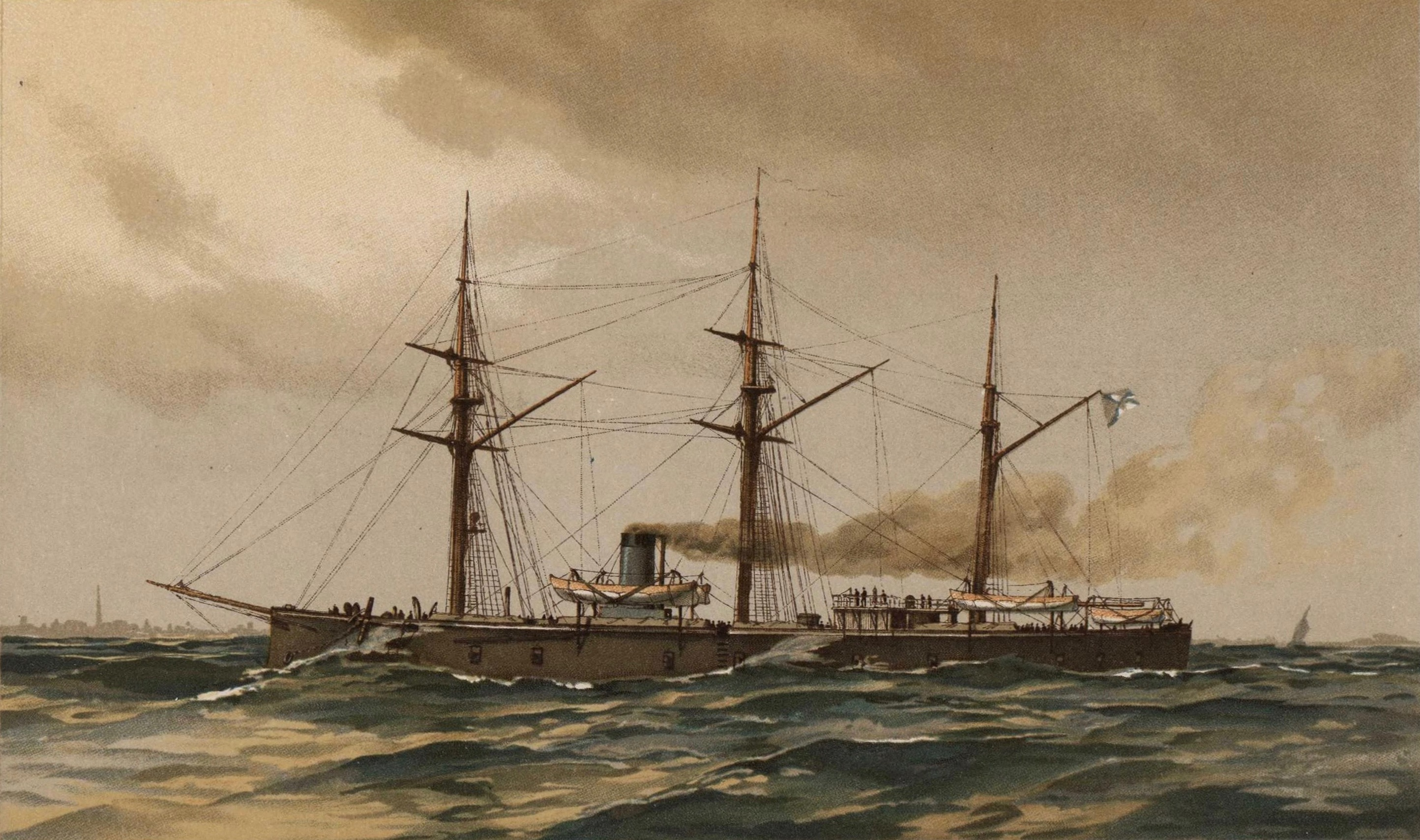
«Кремль» на картині російського мариніста Василия Игнациуса, 1892.

«Кремль» — третій і останній представник перших броненосців Російської імперії типу «Первенец». Через невисоку швидкість та погану маневреність класифікувався як плавуча батарея. Побудований для Російського імператорського флоту у середині 1860-х років. По завершенні увійшов до складу Балтійського флоту. У результаті зіткнення потопив російський паровий фрегат у 1869 році. Корабель був закріплений для навчання артилеристів у 1870 році і часто переозброювався. «Кремль» затонув на мілководді після шторму в 1885 році. Його підняли і повернули на службу. Корабель був поміщений в резерв в 1904 році і роззброєний наступного року, перш ніж був проданий на брухт в 1908 році.